# Azilia guatemalensis
Azilia guatemalensis är en spindelart som beskrevs av Octavius Pickard-Cambridge 1889.
Azilia guatemalensis ingår i släktet Azilia och familjen käkspindlar. Inga underarter finns listade i Catalogue of Life.